# Schüttorf
Schüttorf là một thị xã ở huyện Grafschaft Bentheim cực đông nam bang Niedersachsen gần biên giới Hà Lan và biêngiới với Westphalia (Nordrhein-Westfalen). Thị xã Schüttorf cùng với các cộng đồng xung quanh lập thành Cộng đồng chung (Samtgemeinde) Schüttorf. Thị xã nằm bên sông Vechte, cự ly khoảng 5 km về phía đông của Bad Bentheim, và 20 km về phía đông nam của Nordhorn.